# A. A. K. Niazi
Amir Abdullah Khan Niazi (en ourdou امیر عبداللہ خان نیازی ; né en 1915 à Mianwali, dans la province du Pendjab, aux Indes britanniques, et mort le 1er février 2004 à Lahore, au Pakistan), populairement connu sous le nom de A.A.K. Niazi ou Général Niazi, est un ancien lieutenant-général de l'armée pakistanaise et le dernier gouverneur du Pakistan oriental (maintenant le Bangladesh). Il a commandé l'armée pakistanaise au Pakistan oriental sur les fronts est et ouest de la troisième guerre indo-pakistanaise jusqu'à la reddition unilatérale le 16 décembre 1971 au général Jagjit Singh Aurora (en) du commandement oriental et des forces de libération bengali.